# Encheloclarias curtisoma
Encheloclarias curtisoma es una especie de pez de la familia Clariidae en el orden de los Siluriformes.

## Morfología
• Los machos pueden llegar alcanzar los 8,2 cm de longitud total.

## Distribución geográfica
Se encuentra en la Malasia peninsular.